# Филип, Жерар
Жера́р Фили́п (фр. Gérard Philipe; 4 декабря 1922, Канны — 25 ноября 1959, Париж) — французский актёр театра и кино, обладатель премии «Сезар» за выдающиеся заслуги в кинематографе (1990, посмертно).

## Биография
Жерар Филип родился 4 декабря 1922 года в Канне. При рождении он чуть было не умер, его чудом спас врач. Мальчик рос медленно, поздно начал ходить и говорить. Жерар учился в колледже Станислава, однако учёбу пришлось прервать, так как он заболел сухим плевритом. Поправившись, он сдал экзамен экстерном. Отец Жерара, бывший адвокат, хотел, чтобы сын учился на юриста, однако тот настоял на актёрской карьере.
На сцене дебютировал в 1942 году, после окончания актёрских курсов; широкую известность Жерару Филипу принесла роль Калигулы в пьесе Альбера Камю. Марлен Дитрих, посетившая спектакль, была восхищена его игрой. Она убеждала Филипа посвятить себя кино: «Где Вы ещё с Вашей молодостью, красотой и талантом сможете развернуться в романтическом амплуа? Романтизм в театре — дело прошлое, а в кино — будущее. С вашими данными, Жерар, на экране можно делать чудеса». С 1951 года он был ведущим актёром Национального народного театра (TNP) Жана Вилара; корнелевский «Сид», поставленный Виларом в том же году, стал знаковым как для театра, так и для Филипа, сыгравшего заглавную роль. После премьеры 15 июля 1951 года Вилар писал художнику «Сида» Леону Гишиа: «Ты просто можешь повеситься, старина. Какую мы одержали победу, а ты её проворонил. Жерар играл ослепительно… Он создал такого Родриго, что меня бросало в дрожь. Он показал себя настоящим человеком, таким, каких любят, каким ты и я стараемся быть изо всех сил».
В 1944 году дебютировал в кино, в фильме «Малютки с набережной цветов» режиссёра Марка Аллегре.
Снимался в известных фильмах: «Пармская обитель» (1948, экранизация одноимённого романа Стендаля), «Красота дьявола» (1950), «Красное и чёрное» (1954, экранизация одноимённого романа Стендаля), «Большие манёвры» (1955), «Монпарнас, 19» (1958), «Опасные связи» (1959). В 1956 году выступил в качестве режиссёра — вместе с Йорисом Ивенсом снял фильм «Приключения Тиля Уленшпигеля» (совместное производство Франции и ГДР).
Наибольшую популярность актёру принесла роль Фанфана в фильме режиссёра Кристиана-Жака «Фанфан-Тюльпан» (1952). Сразу же после выхода на экраны фильм имел беспрецедентный международный успех и оставался лидером международного проката на протяжении нескольких десятилетий. Режиссёр Кристиан-Жак после премьеры картины сказал: «Именно в роли Фанфана-Тюльпана для меня раскрылся Жерар — веселый, очаровательный, полный энтузиазма проказник, подчас даже не знающий границ запретного…».
Жерар Филип вёл большую общественную работу в Союзе актёров, который он возглавлял продолжительное время, разделял левые идеи.
Некоторые биографы актёра усматривают фатальное значение цифры «3» в его жизни. Так, он трижды снимался в фильмах режиссёров Отан-Лара, Кристиан-Жака, Ива Аллегре, Рене Клера. Он трижды играл с такими партнёрами, как Рене Фор, Жан Серве, Даниель Дарьё, Пьер Брассёр, Мишлин Прель, Мишель Морган.
Умер от рака печени в Париже 25 ноября 1959 года. Врачи первоначально подозревали у него абсцесс в печени, но во время операции хирурги поняли, что у него рак. Жена решила ничего не говорить Жерару. Он до последнего не знал, что умирает. На смертном одре он был в костюме Родриго. Когда-то в Авиньоне, сыграв роль Сида, Жерар сказал своей жене Анн Фуркад: «Если вдруг умру, похороните меня в этом колете и плаще…». Скромная могила в его имении «Раматюэль», на юге Франции, стала местом паломничества.
Игру Жерара Филипа хвалили Кокто, Сартр, Камю, Превер, Садуль. Луи Арагон писал о нём: «Жерар Филип оставил после себя образ весны и молодости. Нужно уметь позавидовать ему с горечью». Роже Вадим говорил, что не встречал другого актёра, который был бы так же безоговорочно предан своей профессии. Марлон Брандо признавался, что самым любимым для него актёром был Жерар Филип: «Другого такого блестящего романтика, имеющего благороднейшую душу и сердце, в кино не появлялось. Я глубоко ценю его как актёра и человека. Он умел дарить добро…».

## Признание и награды
- Ежегодно, в августе, в Раматюэле (Вар), на Лазурном Берегу Франции, где похоронен Жерар Филип, проводится театральный фестиваль, посвящённый его памяти.
- Премия «Сезар» за выдающиеся заслуги в кинематографе (1990, посмертно).

## Творчество

### Роли в театре
- 1943 — «Содом и Гоморра» Ж. Жироду — ангел
- 1945 — «Федериго» Рене Лапорта по новелле П. Мериме
- 1945 — «Калигула» А. Камю — Калигула

Национальный народный театр (TNP)
- 1951 — «Сид» П. Корнеля. Постановка Жана Вилара — дон Родриго
- 1951 — «Принц Гомбургский» Г. Клейста — принц Фридрих
- 1951 — «Мамаша Кураж и её дети» Б. Брехта. Постановка Жана Вилара
- 1952 — «Лорензаччо» А. де Мюссе
- 1953 — «Ричард III» У. Шекспира — Ричард III
- 1954 — «Рюи Блаз» В. Гюго — Рюи Блаз

### Фильмография
- 1944 — Малютки с набережной цветов / Les petites du quai aux fleurs
- 1946 — Идиот / L’Idiot — князь Мышкин
- 1947 — Дьявол во плоти / Le Diable au corps — Франсуа Жобер
- 1948 — Пармская обитель / La Chartreuse De Parme — Фабрицио дель Донго
- 1948 — Такой красивый маленький пляж / Une si jolie petite plage
- 1949 — Все дороги ведут в Рим / Tous les chemins mènent à Rome
- 1950 — Красота дьявола / La Beauté du diable — Мефистофель / молодой Анри Фауст
- 1950 — Карусель / La Ronde — граф
- 1950 — Потерянные сувениры / Souvenirs perdus
- 1951 — Жюльетта, или Ключ к сновидениям / Juliette ou la Clé des songes — Мишель Грандье
- 1952 — Фанфан-тюльпан / Fanfan La Tulipe — Фанфан-тюльпан
- 1952 — Семь смертных грехов / Les Sept Péchés capitaux — организатор аттракциона
- 1952 — Ночные красавицы / Les Belles de nuit — Клод
- 1953 — Гордецы / Les orgueilleux — Жорж
- 1954 — Красное и чёрное / Le Rouge et le Noir — Жюльен Сорель
- 1954 — Господин Рипуа / Monsieur Ripois — Андре Рипуа
- 1954 — Тайны Версаля (Если бы Версаль поведал о себе) / Si Versailles m'était conté — д’Артаньян
- 1955 — Большие манёвры / Les Grandes Manoeuvres — Арман де ла Верн
- 1955 — Лучшие годы / La meilleure part — Филипп Перрен
- 1956 — Если бы нам рассказали о Париже / Si Paris nous était conté — Ле Трувер
- 1956 — Приключения Тиля Уленшпигеля / Les Aventures de Till l’Espiègle — Тиль Уленшпигель
- 1957 — Накипь / Pot-Bouille — Октав Мурэ
- 1958 — Жизнь вдвоём / La Vie à deux
- 1958 — Монпарнас, 19 / Montparnasse 19 — Амедео Модильяни
- 1958 — Игрок / Le Joueur — Алексей Иванович
- 1959 — Опасные связи / Les Liaisons Dangereuses — Вальмон
- 1959 — Лихорадка приходит в Эль-Пао / La Fièvre monte à El Pao — Рамон